# كارل أكسل بيتري
كارل أكسل بيتري هو قانوني وسياسي سويدي، ولد في 12 أغسطس 1929 في Ronneby ‏ في السويد، وتوفي في 3 ديسمبر 2017 في يونشوبينغ في السويد.

## مناصب
- انتخب Minister of Criminal Justice ‏ (6 نوفمبر 1979 – 22 مايو 1981).
- انتخب وزير الطاقة [الإنجليزية]‏ (6 نوفمبر 1979 – 22 مايو 1981).
- انتخب President of Göta Court of Appeal ‏ (1987 – 1996).
- انتخب وزير العدل [الإنجليزية]‏ (5 مايو 1981 – 8 أكتوبر 1982).